# (5472) 1988 RR
1988 أر أر (ويعرف أيضًا باسم (5472) 1988 أر أر وفق تسمية الكوكب الصغير) (بالإنجليزية: 1988 RR)‏ هو كويكب ضمن حزام الكويكبات؛ وترتيبه 5472 من حيث الاكتشاف.
اكتُشف هذا الجُرم الفلكي بواسطة هيروشي كانيدا في 13 سبتمبر 1988.

## وصلات خارجية
- (5472) 1988 RR في قاعدة بيانات مختبر الدفع النفاث لأجرام النظام الشمسي الصغيرة

- الاكتشاف · مخطط المدار ·  العناصر المدارية · المعلمات المادية

- (5472) 1988 RR على موقع ويكي سكاي: DSS2, SDSS, GALEX, IRAS, Hydrogen α, X-Ray, Astrophoto, Sky Map, Articles and images